# Три больших этюда (Алькан)
Три больших этюда (фр. Trois grandes études), соч. 76 ― сборник из трёх этюдов для фортепиано, созданный Шарлем Валантеном Альканом в 1838 году и опубликованный в 1839 году. Несмотря на то, что сборник имеет самый большой номер опуса среди работ Алькана, он был сочинён, когда композитору было 25 лет.

## Структура

### Фантазия
Первый этюд ― «Фантазия» (фр. Fantaisie) ― написан в ля-бемоль мажоре и предназначен только для левой руки. В пьесе используются такие технические приёмы, как тремоло, большие скачки и многочисленные последовательности широких аккордов.

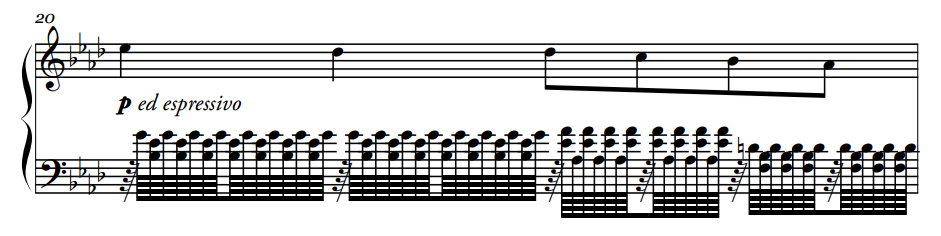
Отрывок из этюда

Впервые этюд был исполнен на публике в Берлине в 1908 году пианистом Ферруччо Бузони. Типичная продолжительность композиции составляет 9 минут.

### Интродукция, вариации и финал
Второй этюд ― «Интродукция, вариации и финал» (фр. Introduction, Variations et Finale) ― имеет тональность ре мажор и сочинён только для правой руки. Является самым длинным и технически сложным этюдом из всех трёх, отличается наличием множества секций импровизационного характера.
Типичное исполнение этюда длится 15-25 минут.

### Этюд для обеих рук
Завершающая пьеса имеет два названия ― «Этюд для обеих рук» (фр. Étude pour les deux mains) и «Движение, подобное вечному» (фр. Mouvement semblable et perpetuel). Композиция написана в тональности до минор и сильно отличается от двух предыдущих этюдов. Данная пьеса состоит из непрерывного потока шестнадцатых нот, расстояние между которыми в левой и в правой руке составляет две октавы. Исполнение произведения длится около 5 минут.

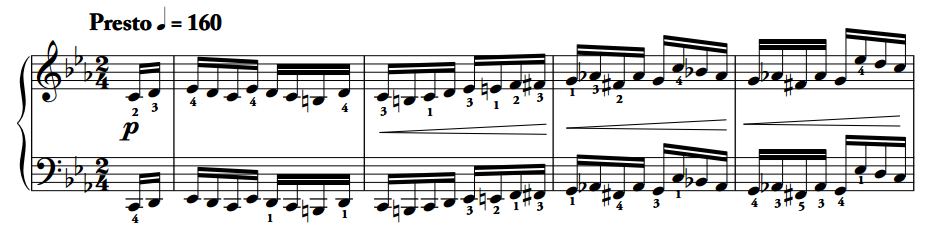
Начало этюда

Тему этой пьесы использовал Марк-Андре Амлен в своих «12 этюдах во всех минорных тональностях» (№ 4).

## Записи
Полные записи «Трёх больших этюдов» сделали Стефани МакКаллум (в 1985), Рональд Смит (в 1987), Лоран Мартен (в 1993), Марк-Андре Амлен (в 1994), Альберт Франц (в 2012) и Алессандро Дельяван (в 2013). Третий этюд также был записан Богданом Чапевским в 1983 году и Винченцо Мальтемпо в 2012 году.